# 小津安二郎・人と仕事
『小津安二郎・人と仕事』（おづやすじろう・ひととしごと）は、1972年刊行の書籍。映画監督小津安二郎の作品に出演した俳優、スタッフ、小津の関係者の寄稿などが掲載されている。発行者は井上和男、発行元は蛮友社。2022年、小津安二郎学会より改訂新版が刊行された。

## 寄稿者、座談会参加者
主な寄稿者、座談会参加者は以下。
第一章
小津安二郎、里見弴、野田高梧、山内静夫、城戸四郎　ほか
第二章
スタッフ、関係者による寄稿：斎藤寅次郎、佐々木康、伏見晁、柳井隆雄　ほか
出演者らによる座談会：飯田蝶子、松井潤子、吉川満子、田中絹代、高杉早苗、三宅邦子、笠智衆　ほか
第三章
出演俳優による寄稿：佐野周二、佐分利信、三宅邦子、笠智衆　ほか
スタッフ、関係者による寄稿：河野鷹思、岸松雄、新藤兼人　ほか
第四章
出演俳優による寄稿：高峰秀子、東山千榮子、高橋とよ、杉村春子、浦辺粂子、宮口精二、中村伸郎、淡島千景、池部良　ほか
スタッフ、関係者による寄稿：津村秀夫、木下惠介、山本武、高田好胤、川又昻、斎藤高順、今村昌平、那須良輔　ほか
スタッフによる座談会：厚田雄春、浜村義康、清水富二、山内静夫　ほか
第五章
出演俳優による寄稿：若尾文子、中村鴈治郎、新珠三千代、司葉子、森繁久彌、三上真一郎、菅原通済、田中絹代　ほか
スタッフ、関係者による寄稿：大庭秀雄、中村登、篠田正浩、東山魁夷、橋本明治、北川靖記、川喜多かしこ、ドナルド・リチー、藤本真澄、牛原虚彦、吉村公三郎、浜田辰雄　ほか
スタッフらによる座談会：佐藤忠男、宮川一夫　ほか
第六章
井上和男
第七章
佐田啓二
第八章
大佛次郎、里見弴、今日出海
第九章
下河原友雄、那須良輔、近藤日出造、横山隆一